# Titularbistum Ruspae
Das Bistum Ruspae  (italienisch diocesi di Ruspe, lateinisch Dioecesis Ruspensis) ist ein Titularbistum der römisch-katholischen Kirche.
Es geht zurück auf ein früheres Bistum der antiken Stadt Ruspe (heute Henchir-Sbia) in der römischen Provinz Africa proconsularis bzw. Byzacena in der Sahelregion des heutigen Tunesien.

## Bischöfe von Ruspae
- Secundus (erwähnt 411)
- Stephanus  (erwähnt 484)
- Fulgentius von Ruspe († 533 in Ruspe)
- Felicianus (erwähnt 534)
- Julianus (erwähnt 646)

## Titularbischöfe von Ruspae
| Titularbischöfe von Ruspae |                                          | |                    |                    |
| Nr.                        | Name                                     | Amt | von                | bis                |
| 1                          | Vincenzo de Via                          | Koadjutorbischof von Tinos (Griechenland)                                                                    | 19. Dezember 1757  |                    |
| 2                          | Manuel Obellar OP                        | Apostolischer Vikar von Ost-Tonking (Vietnam)                                                                | 29. Januar 1778    | 7. September 1789  |
| 3                          | Gregorius de Varess OFM                  | | 30. September 1796 |                    |
| 4                          | Edward Bede Slater OSB                   | Apostolischer Vikar vom Kap der Guten Hoffnung (Südafrika)                                                   | 18. Juni 1818      | 15. Juli 1832      |
| 5                          | Romualdo Jimeno Ballesteros OP           | Apostolischer Koadjutorvikar von Ost-Tonking (Vietnam) Apostolischer Koadjutorvikar von Manila (Philippinen) | 2. August 1839     | 19. Januar 1846    |
| 6                          | Spiridion-Salvatore-Costantino Buhadgiar | Apostolischer Vikar von Tunis (Tunesien) Apostolischer Administrator von Malta (Malta) Apostolischer Delegat | 8. August 1884     | 10. August 1891    |
| 7                          | Spiridion Poloméni                       | Weihbischof in Karthago (Tunesien)                                                                           | 27. Februar 1892   | 12. September 1930 |
| 8                          | Joseph Louis Aldée Desmarais             | Weihbischof in Saint-Hyacinthe (Kanada)                                                                      | 30. Januar 1931    | 22. Juni 1939      |
| 9                          | Thomas Tien Ken-sin SVD                  | Apostolischer Vikar von Yangku Apostolischer Vikar von Tsingtao (Republik China)                             | 11. Juli 1939      | 18. Februar 1946   |
| 10                         | Joseph Carroll McCormick                 | Weihbischof in Philadelphia (USA)                                                                            | 11. Januar 1947    | 25. Juni 1960      |
| 11                         | David Monas Maloney                      | Weihbischof in Denver (USA)                                                                                  | 5. November 1960   | 2. Dezember 1967   |
| 12                         | Horacio Arturo Gómez Dávila              | emeritierter Bischof von La Rioja (Argentinien)                                                              | 3. Juli 1968       | 15. September 1974 |
| 13                         | Enzo Ceccarelli Catraro SDB              | Apostolischer Vikar von Puerto Ayacucho (Venezuela)                                                          | 5. Oktober 1974    | 15. November 1998  |
| 14                         | Vlado Košić                              | Weihbischof in Zagreb (Kroatien)                                                                             | 29. Dezember 1998  | 5. Dezember 2009   |
| 15                         | Rafael Biernaski                         | Weihbischof in Curitiba (Brasilien)                                                                          | 10. Februar 2010   | 24. Juni 2015      |
| 16                         | Nuno Manuel dos Santos Almeida           | Weihbischof in Braga (Portugal)                                                                              | 21. November 2015  | 19. Mai 2023       |
| 17                         | Alejandro Musolino SDB                   | Weihbischof in Córdoba (Argentinien)                                                                         | 11. August 2023    |                    |